# Neoempheria philipsi
Neoempheria philipsi är en tvåvingeart som beskrevs av Shaw 1951. Neoempheria philipsi ingår i släktet Neoempheria och familjen svampmyggor.
Artens utbredningsområde är Costa Rica. Inga underarter finns listade i Catalogue of Life.